# Liste der Bischöfe von Ostuni
Die folgenden Personen waren Bischöfe von Ostuni (Italien):
- Datto 1071
- Mansoldo 1082
- Gionata Antonio 1099–1101
- Roberto 1102–1137
- Mammuni Giovanni 1140–1160
- Pietro 1163–1169
- Maroldo 1182–1185
- Ursileone 1188–1208
- Rinaldo 1217–1219
- Taddeo 1220–1225
- Pietro de Sebastiano 1236–1267
- Roberto 1275–1297
- Nicola 1306–1310
- Filippo 1320–1329
- Egidio de Altrachia 1329–1336
- Francesco Cavalerio 1337–1361
- Pietro Calice 1362–1370
- Ugo de Scuria 1370–1374
- Bartolomeo Mezzavacca 1374–1378 (Kardinal)
- Gabriele 1378–1380
- Giovanni Piccolpasso 1380–1383
- Nicola de Severola 1380
- Giovanni de Andria 1383–1412
- Antonio Paluci 1413–1423
- Giovanni de Pede 1423–1437
- Nicola de Arpono 1437–1470
- Bartolomeo Antonio de Salmen 1470–1474
- Francesco Spallucci 1478–1484
- Carlo de Gualandi 1484–1498
- Francesco de Rizzardis 1499–1504
- Caracciolo Corrado 1509–1516
- Giovanni Antonio de Rogeriis 1517–1530
- Pietro Bovio 1530–1557
- Giovanni Carlo Bovio 1546–1564
- Vincenzo Cornelio 1564–1578
- Giulio Cesare Carafa 1578–1603
- Giovanni Dom. d’Ettore 1604–1605
- Vincenzo Meligne 1606–1639
- Fabio Magnesio 1640–1659
- Carlo Person? 1660–1678
- Benedetto Milazzi 1679–1706
- Bisanzio Fili 1707–1720
- Cono Luchini del Verme 1720–1747
- Francesco Antonio Scoppa 1747–1782
- Giovan Battista Brancaccio 1792–1794
- Sedisvakanz 1794–1818

Fortführung unter Liste der Erzbischöfe von Brindisi